# Bocholt (Bèlgica)
Bocholt (en limburguès Bógget) és un municipi belga de la província de Limburg a la regió de Flandes. Està compost per les seccions de Bocholt, Kaulille i Reppel.

## Evolució demogràfica des de 1806
- Fonts:INS, www.limburg.be i municipi de Bocholt
- 1971: Annexió de Reppel
- 1977: Annexió de Kaulille

## Agermanaments
- Bocholt (Alemanya)
- Drjanovo